# Зенит (завод, Вилейка)

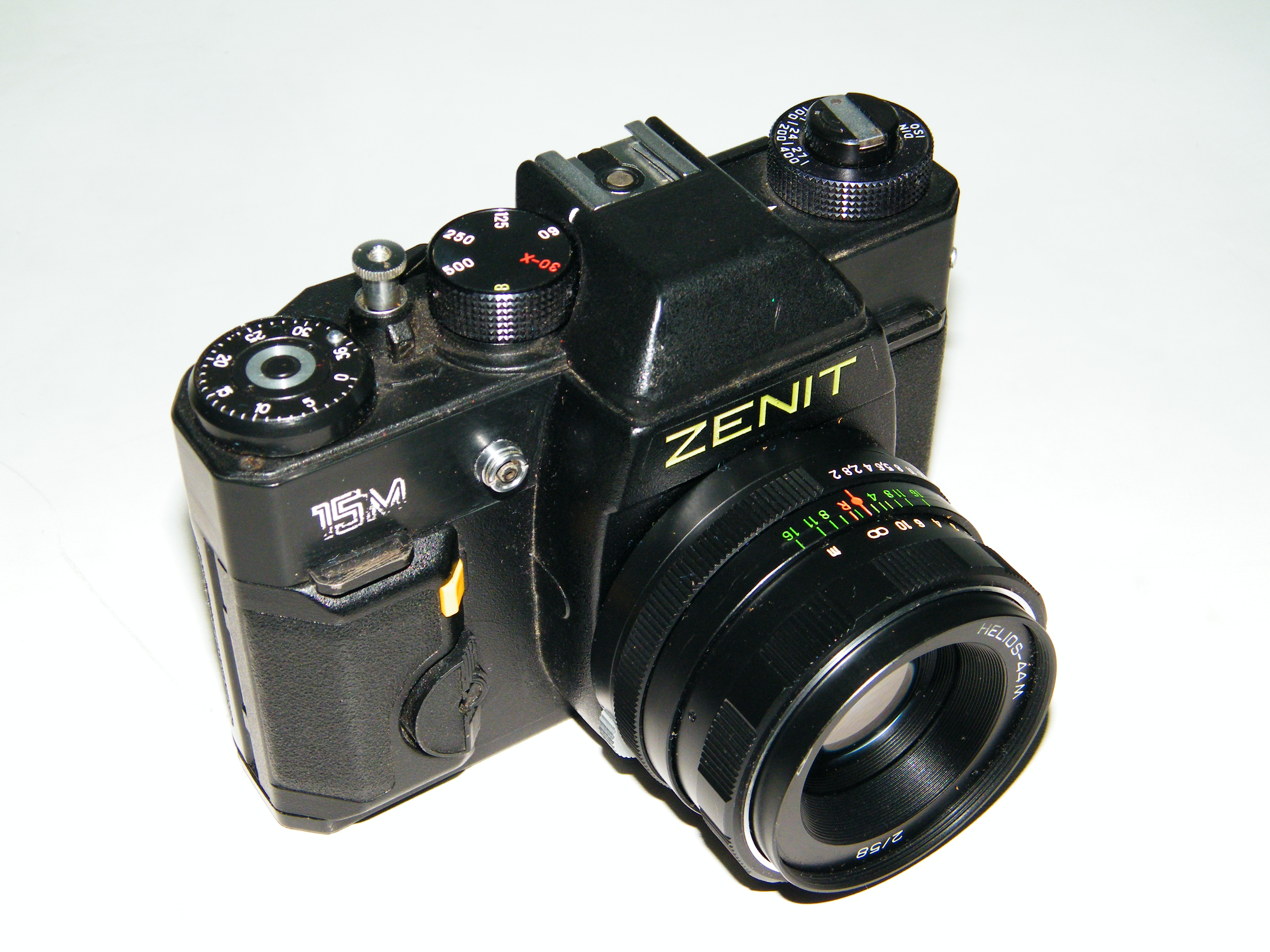
Фотоаппарат Зенит-15М

Вилейский завод «Зенит» (ОАО «Зенит-БелОМО»; бел. Вілейскі завод «Зеніт») — белорусское оптико-механическое предприятие, расположенное в городе Вилейка, Минской области, Беларусь. Крупнейшее градообразующее предприятие города Вилейка. Производит широкую номенклатуру телескопических прицелов, машиностроительных узлов и агрегатов.  С основания и до 1996 года также производил широко известные фотоаппараты «Зенит». Входит в состав холдинга БелОМО.

## История
Завод основан в 1973 году в качестве специализированного производителя фотоаппаратов. Для завода закупалось оборудование из Венгрии, Германии, Италии, Чехословакии, Швейцарии. В 1981 году было произведено более 500 тыс. фотоаппаратов «Зенит-Е» и «Этюд», в 1980-е годы началось производство фотоаппаратов «Эликон», электронных блоков для танковых прицелов, оптических прицелов для
СВД и гранатомётов. В 2000 году преобразован в оптико-механическое республиканское унитарное предприятие «Зенит» (ОМ РУП «Зенит»). Впоследствии преобразован в открытое акционерное общество «Зенит-БелОМО». В 2005 году завод производил оптические прицелы, комплектующие для тракторов, весоизмерительную технику.
В советский период на заводе работало до 6 тысяч человек, и завод считался градообразующим для Вилейки. В 1988 году на заводе работало около 5,5 тысяч человек, к 1995 году численность работников сократилась до 3 тысяч человек. В 2019 году на заводе работал 601 человек, в 2020 году — 530 человек.

## Современное состояние
В 2019 году выручка ОАО «Зенит-БелОМО» составила 16,2 млн руб., в 2020 году — 11,6 млн руб., чистый убыток за 2019 год составил 559 тыс. руб. (ок. 260 тыс. долларов), за 2020 год — 2283 тыс. руб. (ок. 880 тыс. долларов). В 2015 году завод произвёл 20 тысяч оптических прицелов. Завод сдаёт пустующие площади в аренду.
В настоящее время завод производит оптические прицелы для специальной техники, стрелкового оружия, гранатомётов, миномётов, охотничьих ружей (в том числе ночного видения), крепления и запчасти для них, прицельные комплексы, охотничьи принадлежности (бинокли, фонари, кронштейны), зрительные трубы, упоры для РПГ, электронные весы, автотракторные детали и узлы. По состоянию на 2021 год фотоаппараты заводом не производятся.

## Санкции
1 июля 2023 года, на фоне российского вторжения, Украина ввела санкции против завода. 5 декабря того же года США внесли в свой санкционный список «Зенит-БелОМО» и его директора Николая Гайчука за нарушения прав человека в Беларуси. 24 июня 2024 года завод попал в санкционный список стран Европейского союза так как он «выпускает военные прицелы, в том числе минометные ПМ-10 и ПМ-25, оптический прицел для гранатомета ПГО-7В3 и снайперский прицел ПСО-1М2», которые поставляются на вооружение ВС РФ.